# 南満洲鉄道ミカシ型蒸気機関車
南満州鉄道ミカシ型蒸気機関車（みなみまんしゅうてつどうミカシがたじょうききかんしゃ）は、南満洲鉄道が製造した単式2気筒で過熱式のテンダー式蒸気機関車である。

## 概要
満洲国成立後の貨物輸送増加に伴い、ミカニ形の後継機として製造された。二気筒で三気筒機関車と同等以上の牽引力を持たせる場合、粘着率を高く取る必要があるが、そうすると軸重が過大 (24.0 - 25.6t) となってしまう。ミカシ形の設計ではカット・オフ50%を最大とする制限締切 (limited cut off) 方式を採用し、左右シリンダの合成回転力の釣り合いを取ることで、軸重を23.0tにとどめることができた。缶圧はパシナ形を上回る17.0kg/cm2とし、高温度式のシュミットE形過熱器、大形の燃焼室、給水加熱器の装備により、ミカニ形に比して試算で約10%、最高の成績で22.6%の燃料節約が可能となった。また、貨物列車の速度向上の要求から、従来の満鉄貨物用機関車の標準であった動輪直径1,370mmに対し、1,500mmが採用された。主に連京線奉天以南で、30t積み石炭車60両（総重量は3,000t近く）を牽引する撫順炭輸送に充当された。ミカニ形のダイヤで運転した場合、動輪直径が大きいため、ピストン速度が遅くなりすぎて勾配区間でスリップを起こすことがあり、制限締切を60%としたり、貨物列車のダイヤを変更するなどの対策が採られた。
ただし、前述の新要素のうちボイラー回りについては性能向上に寄与したことについて間違いないが「制限締切方式が粘着力確保に有効だったか」（3シリンダー機より扱いやすかったか）については疑問とする意見もあり、まずこの制限締切方式自体が最初にアメリカのペンシルバニア鉄道で使用（1916年）されてから、50から60％カットオフ機関車はアメリカで1000両近く製造はされているが、このうちの半数は発祥のペンシルバニア鉄道が使用したものであり、さらに1930年以後は70％以下のカットオフ機関車新規製造がほとんどない事から発祥の地でもこの当時下火になってきた手法であったこと。
次に満鉄内でも、ミカシの低速走行時に補助ポートから本来蒸気が入る方の反対側（ピストンが向かっていく狭くなる側）に蒸気が入って動きの邪魔（バックトルク）になることがあり、これが発進時に思うように動かない「出渋り」や低速走行時に急に止まる「腰砕け」といったトラブルを起こしていた事、逆にこれを抑えるため50％カットオフをやめた後これの頻度が下がった（ただし空転しやすくなった）と説明があるなど、3シリンダーのミカニとは違ったトラブルが起きていたことがあげられる。

## 戦後
大連埠頭局管内 (13) 、奉天鉄道局管内 (2) に15両が存在し、中華民国に引渡された。中華人民共和国成立後は「MK4」形、のちに「解放 (JF) 4」形2701 - 2715となった。瀋大線（旧連京線）を中心に使用されたと考えられる。